# Deutsche Bundesakte

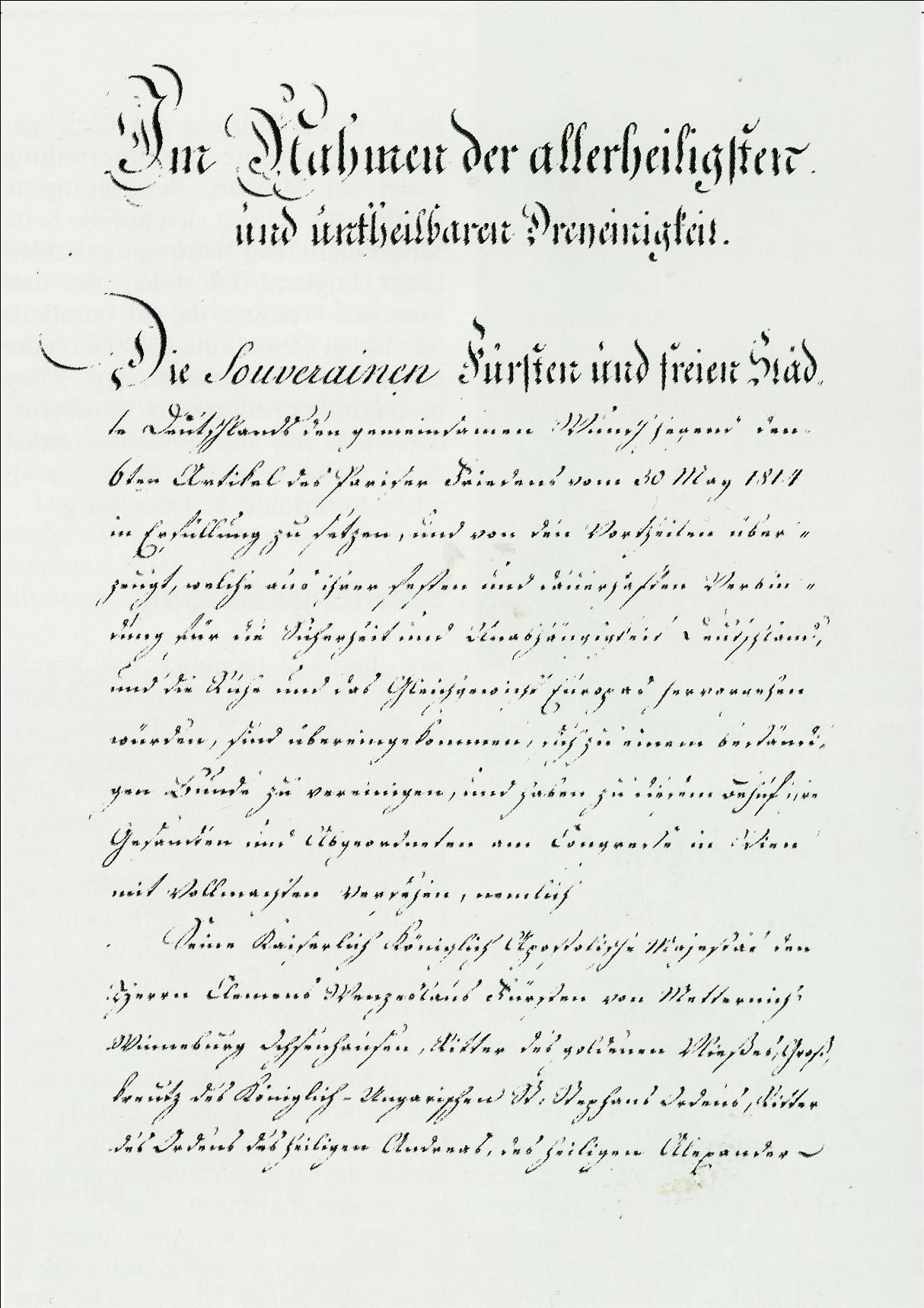
Erste Seite der Deutschen Bundesakte

Die Deutsche Bundesakte war ein völkerrechtlicher Vertrag und das erste Bundes-„Verfassungsgesetz“ über die Gründung des Deutschen Bundes. Sie wurde am 8. Juni 1815 während des Wiener Kongresses verabschiedet und am 10. Juni 1815 von den Bevollmächtigten von 39 Staaten unterzeichnet. Gemäß der Präambel der Bundesakte beschlossen „die souverainen Fürsten und freien Städte Deutschlands, […] von den Vorteilen überzeugt, welche aus ihrer festen und dauerhaften Verbindung für die Sicherheit und Unabhängigkeit Deutschlands, und die Ruhe und das Gleichgewicht Europas hervorgehen würden, […] sich zu einem beständigen Bunde zu vereinigen“. In den Art. 53 bis 63 war sie ein offizieller Bestandteil der Wiener Kongress-Akte. Mit der Auflösung des Deutschen Bundes 1866 trat die Deutsche Bundesakte außer Kraft.

## Geschichte

### Entstehungsgeschichte
Im Frühjahr 1814 wurde zwischen den Großmächten der Koalition gegen Napoleon Bonaparte vereinbart, dass Deutschland künftig ein Staatenbund sein solle, und zwar laut Art. 6 des Ersten Friedensvertrages von Paris vom 30. Mai 1814. Erste Verhandlungen scheiterten jedoch am starren Partikularismus Bayerns und Württembergs. Die Verhandlungen über eine künftige Gestaltung Deutschlands auf dem Wiener Kongress gerieten in eine Sackgasse, aus der erst die vorübergehende Rückkehr Napoleons herausführte. Preußen und Österreich einigten sich auf ein staatenbündisches Konzept, das Metternich am 23. Mai 1815 der Versammlung der deutschen Einzelstaaten zuleitete.

### Verabschiedung
Ein überarbeiteter Entwurf vom 2. Juni 1815 wurde als Bundesakte am 8. Juni 1815 mit Mehrheit gebilligt, wobei Württemberg und Baden nicht teilnahmen, Bayern und Sachsen keine Stimme abgaben. Jedoch trat Sachsen dann am 6. Juni und Bayern am 8. Juni bei, so dass an diesem Tag die Bundesakte verabschiedet und unterzeichnet werden konnte. Baden folgte am 26. Juli und Württemberg am 1. September 1815. Diese Deutsche Bundesakte war Teil der Wiener Kongressakte, die am 9. Juni 1815 unterzeichnet wurde. Die Signatarmächte des Wiener Kongresses – neben den deutschen Mächten Österreich und Preußen nämlich Großbritannien, Frankreich, Schweden, Portugal, Spanien und Russland – wurden somit zu Garantiemächten des Deutschen Bundes.

### Revolution 1848
Als Folge der Märzrevolution wurde am 18. Mai 1848 in der Frankfurter Paulskirche die Nationalversammlung eröffnet, das erste gesamtdeutsche Parlament. Die Abgeordneten sollten mit der Ausarbeitung einer Reichsverfassung die Grundlage für ein einiges, freiheitliches Deutschland schaffen. Mit dem Reichsgesetz über die Einführung einer provisorischen Zentralgewalt für Deutschland vom 28. Juni richtete die Nationalversammlung eine provisorische Regierung ein, die Provisorische Zentralgewalt. Der Bundestag beeilte sich mit Beschluss vom 12. Juli, seine Befugnisse der Zentralgewalt zu übertragen und seine Tätigkeit einzustellen. Die Bundesakte trat hiermit faktisch außer Kraft, wurde jedoch nach der Niederschlagung der Revolution von 1848 und nach einer heftigen preußisch-österreichischen Auseinandersetzung (Herbstkrise 1850) wieder wirksam.

### Auflösung
Der Deutsche Bund endete mit dem Deutschen Krieg von 1866. Durch Artikel II des Vorfriedens von Nikolsburg vom 26. Juli 1866 erkannte der Kaiser von Österreich ausdrücklich die Auflösung des Bundes an. Der Friedensvertrag von Prag vom 23. August 1866 bestätigte diese Auflösung de jure im IV. Artikel. Die Bundesversammlung hielt am 24. August 1866 in Augsburg unter Beteiligung von sieben Bevollmächtigten ihre letzte Sitzung ab. Damit verlor auch die Deutsche Bundesakte ihre Gültigkeit.

## Inhalt (Auszüge)
Die in 20 Artikeln verfasste Bundesakte schuf die vertragliche Grundlage für den Deutschen Bund. Mitglieder des Deutschen Bundes sind gemäß der Präambel der Bundesakte alle „souveränen Fürsten und freien Städte“. Das sind 41 deutsche Staaten, davon vier freie Städte. Es wurde unter anderem vertraglich vereinbart:

### Artikel I
Der König von Großbritannien und Irland gehört als König von Hannover*, der König von Dänemark als Herzog von Holstein und Lauenburg** und der König der Niederlande als Großherzog von Luxemburg dem Bund an. Sie sind Bundesfürsten wie alle anderen auch.
Der Kaiser von Österreich und der König von Preußen gehören dem Deutschen Bund mit allen ihren vormals zum Heiligen Römischen Reich Deutscher Nation zählenden Besitzungen an: Österreich ohne die polnischen, ungarischen und italienischen Gebietsteile; Preußen ohne Westpreußen und Ostpreußen, Posen und Neuenburg.
Die Bundesbeschlüsse gelten nicht für diese Territorien, und es ergibt sich aus der Bundesakte auch keinerlei militärische Beistandspflicht für den Fall eines Angriffes Dritter auf diese Gebiete.
*) bis 1837, **) bis 1864

### Artikel II
Der Zweck desselben ist Erhaltung der äußeren und inneren Sicherheit Deutschlands und der Unabhängigkeit und Unverletzbarkeit der einzelnen deutschen Staaten.

### Artikel III
Alle Bundesglieder haben die gleichen Rechte, sie verpflichten sich alle gleichmäßig die Bundesakte unverbrüchlich zu halten.

### Artikel IV, V & IX
Einziges Bundesorgan ist die Bundesversammlung – auch Bundestag genannt – mit dem Tagungsort Frankfurt am Main. Zuständig für die Bundesangelegenheiten im Allgemeinen ist der „Engere Rat“, in dem elf größere Staaten jeweils eine Stimme und die übrigen insgesamt sechs haben. Er entscheidet mit einfacher Mehrheit, bei Stimmengleichheit entscheidet der österreichische Vertreter, weil Österreich die Präsidialmacht des Bundes ist.
- Stimmenverteilung im Engeren Rat:

1. Österreich – 1 Stimme 2. Preußen – 1 Stimme 3. Bayern – 1 Stimme 4. Sachsen – 1 Stimme 5. Hannover – 1 Stimme 6. Württemberg – 1 Stimme 7. Baden – 1 Stimme 8. Kurhessen – 1 Stimme 9. Großherzogtum Hessen – 1 Stimme 10. Dänemark wegen Holstein – 1 Stimme 11. Niederlande wegen des Großherzogtums Luxemburg – 1 Stimme 12. Die Großherzoglich und Herzoglich Sächsischen Häuser – 1 Stimme 13. Braunschweig und Nassau – 1 Stimme 14. Mecklenburg-Schwerin und Mecklenburg-Strelitz – 1 Stimme 15. Holstein-Oldenburg, Anhalt und Schwarzburg – 1 Stimme 16. Hohenzollern, Liechtenstein, Reuß, Schaumburg-Lippe, Lippe und Waldeck – 1 Stimme 17. Die freien Städte: Lübeck, Frankfurt, Bremen und Hamburg – 1 Stimme.

### Artikel VI & VII
Für bestimmte Bundesangelegenheiten ist das Plenum zuständig. Hier hat jedes Mitglied – mit Ausnahme von drei Fürstentümern – mindestens eine Stimme, die größeren Staaten bis zu vier.
- Stimmenverteilung im Plenum:

1. Österreich – 4 Stimmen 2. Preußen – 4 Stimmen 3. Sachsen – 4 Stimmen 4. Bayern – 4 Stimmen 5. Hannover – 4 Stimmen 6. Württemberg – 4 Stimmen 7. Baden – 3 Stimmen 8. Kurhessen – 3 Stimmen 9. Großherzogtum Hessen – 3 Stimmen 10. Holstein – 3 Stimmen 11. Luxemburg – 3 Stimmen 12. Braunschweig – 2 Stimmen 13. Mecklenburg-Schwerin – 2 Stimmen 14. Nassau – 2 Stimmen 15. Sachsen-Weimar – 1 Stimme 16. Sachsen-Gotha – 1 Stimme 17. Sachsen-Coburg – 1 Stimme 18. Sachsen-Meiningen – 1 Stimme 19. Sachsen-Hildburghausen – 1 Stimme 20. Mecklenburg-Strelitz – 1 Stimme 21. Holstein-Oldenburg – 1 Stimme 22. Anhalt-Dessau – 1 Stimme 23. Anhalt-Bernburg – 1 Stimme 24. Anhalt-Köthen – 1 Stimme 25. Schwarzburg-Sondershausen – 1 Stimme 26. Schwarzburg-Rudolstadt – 1 Stimme 27. Hohenzollern-Hechingen – 1 Stimme 28. Liechtenstein -1 Stimme 29. Hohenzollern-Sigmaringen – 1 Stimme 30. Waldeck – 1 Stimme 31. Reuß ältere Linie – 1 Stimme 32. Reuß jüngere Linie (Reuß-Lobenstein, Reuß-Schleiz, Reuß-Ebersdorf) – 1 Stimme 33. Schaumburg-Lippe – 1 Stimme 34. Lippe – 1 Stimme 35. Die freie Stadt Lübeck – 1 Stimme 36. Die freie Stadt Frankfurt – 1 Stimme 37. Die freie Stadt Bremen – 1 Stimme 38. Die freie Stadt Hamburg – 1 Stimme.
Anders als ursprünglich von ihnen beabsichtigt, können die Großmächte Österreich und Preußen die Mittel- und Kleinstaaten nicht vollständig majorisieren: Im Engeren Rat haben selbst die sechs größeren Staaten nur 6 von 17 Stimmen, im Plenum, wo für Entscheidungen eine Zweidrittelmehrheit erforderlich ist, nur 24 von 69. Rein formal vermeidet damit die Konstruktion des Deutschen Bundes jede hegemoniale Vormachtstellung.

### Artikel XI
Alle Mitglieder des Bundes versichern, sowohl ganz Deutschland als auch jeden einzelnen Bundesstaat gegen Angriffe zu schützen und garantieren sich gegenseitig ihre sämtlichen zum Deutschen Bund gehörenden Besitzungen zu. Bei einem einmal erklärten Bundeskrieg darf kein Mitglied einseitige Unterhandlungen mit dem Feinde eingehen oder Waffenstillstand und Frieden schließen.
Die Bundesglieder behalten zwar das Recht der Bündnisse aller Art; verpflichten sich jedoch, in keine Verbindungen einzugehen, welche gegen die Sicherheit des Bundes oder einzelner Bundesstaaten gerichtet wären.
Die Bundesglieder machen sich ebenfalls verbindlich, einander unter keinerlei Vorwand zu bekriegen, noch ihre Streitigkeiten mit Gewalt zu verfolgen, sondern sie bei der Bundesversammlung anzubringen. Dieser liegt alsdann ob, die Vermittlung durch einen Ausschuß zu versuchen; falls dieser Versuch fehlschlagen sollte, und demnach eine richterliche Entscheidung nothwendig würde, solche durch eine wohlgeordnete Austrägal-Instanz zu bewirken, deren Ausspruch die streitenden Theile sich sofort zu unterwerfen haben.
Zur Ausführung und Ergänzung dieses Artikels wurde am 3. August 1820 die Bundesexekutionsordnung verabschiedet. (Siehe auch: Bundeskriegsverfassung)
Der Artikel wurde durch Preußen in Vorbereitung auf den Deutschen Krieg durch Abschluss des geheimen Preußisch-Italienischen Allianzvertrag gebrochen. Auch Österreich verstieß gegen den Artikel, als es kurze Zeit später mit Frankreich einen Geheimvertrag abschloss (Österreichisch-Französischer Geheimvertrag).

### Artikel XII
Bundesstaaten, deren Bevölkerung nicht 300.000 Einwohner übersteigt, werden sich  mit größeren Mitgliedern des Bundes oder mit den ihnen verwandten Häusern, mit welchen sie wenigstens eine solche Bevölkerungszahl ausmachen, zur Bildung eines gemeinschaftlichen Obersten-Gerichts vereinigen. Den vier freien Städten steht das Recht zu, sich untereinander über die Errichtung eines gemeinsamen obersten Gerichts zu vereinigen.
Geregelt wird damit die Bildung von Gerichten dritter Instanz (Oberappellationsgerichte) und die Aktenverschickung an diese Gerichte. (Siehe auch: Oberappellationsgericht der vier Freien Städte)

### Artikel XIII
In allen Bundesstaaten wird eine landständische Verfassung stattfinden.
Dieser Artikel definierte nicht, was unter einer solchen Verfassung zu verstehen sei, und schrieb auch nicht vor, wie bald ein Landesherr für eine Verfassung sorgen musste. Das führte zu verschiedenen Interpretationen im Bund und zu großen Unterschieden zwischen den Landesverfassungen. Schon 1816 verabschiedeten das Fürstentum Schaumburg-Lippe und das Großherzogtum Sachsen-Weimar-Eisenach Landständische Verfassungen. Das Großherzogtum Baden und das Königreich Bayern folgten 1818 und das Königreich Württemberg 1819, Hessen-Darmstadt 1820. Bis 1848 wurden außer in den beiden Großstaaten nur in Oldenburg und Hessen-Homburg noch keine (landständischen) Verfassungen verabschiedet. In Mecklenburg galt der Landesgrundgesetzliche Erbvergleich von 1755 als landständische Verfassung.
Der Artikel XIII der Bundesakte ist damit maßgeblich mitverantwortlich für den verfassungsgeschichtlichen deutschen Frühkonstitutionalismus, insbesondere in den süddeutschen Einzelstaaten.

### Artikel XVI
Die Verschiedenheit der christlichen Religionen darf in den Ländern des deutschen Bundes keinen Unterschied in der Wahrnehmung der bürgerlichen und politischen Rechte begründen. Die Bundesversammlung wird darüber beraten, wie auf eine möglichst übereinstimmende Weise die bürgerliche Verbesserung der Bekenner des jüdischen Glaubens in Deutschland zu bewirken sei.

### Artikel XVIII
Vertraglich fixiert wird der Erwerb und Besitz von Eigentum an Grund und Boden für das gesamte Gebiet des Deutschen Bundes, so wie die freie Wahl des Wohnortes. Die Bundesversammlung wird sich bei ihrer ersten Zusammenkunft mit Abfassung gleichförmiger Verfügungen über die Pressefreiheit und die Sicherstellung der Rechte der Schriftsteller und Verleger gegen den Nachdruck beschäftigen.
1819 erfolgt im Rahmen der Karlsbader Beschlüsse eine Wiedereinführung der Zensur. Sämtliche Schriften bis zu einem Umfang von 20 Bögen waren vorzensurpflichtig.

### Artikel XIX
Die Bundesstaaten behalten sich vor, bei der ersten Zusammenkunft der Bundesversammlung in Frankfurt wegen des Handels und Verkehrs zwischen den einzelnen Bundesstaaten sowie der Schifffahrt, nach den Grundsätzen und Beschlüssen des Wiener Kongresses, in Beratung zu treten.
Erst mit der Verabschiedung des Deutschen Zollvereinsvertrages vom 22. März 1833, der am 1. Januar 1834 in Kraft trat, wurde ein einheitlicher Handels- und Verkehrsraum geschaffen. Der Zollverein löste den Zollvertrag zwischen Preußen und Hessen-Darmstadt, den Mitteldeutschen Handelsverein und die Süddeutsche Zollvereinigung ab.

### Artikel XX
Der gegenwärtige Vertrag wird von allen beteiligten Staaten ratifiziert. Die Ratifikationsurkunden sollen innerhalb von sechs Wochen oder wenn möglich noch früher nach Wien an die Kaiserlich Österreichische Hof- und Staatskanzlei eingesand werden und bei der Eröffnung des Bundes in das Archiv desselben niedergelegt werden.

## Wiener Schlussakte
Da die Bundesakte nur eine Rahmenvereinbarung war, musste sie ergänzt werden. Diese Ergänzung, zu deren Ausarbeitung es immerhin vier Jahre bedurfte, wurde von der Wiener Ministerkonferenz am 25. November 1819 beschlossen und am 8. Juni 1820 von der Bundesversammlung in Frankfurt einstimmig angenommen: Die Wiener Schlussakte trat in Kraft, der Deutsche Bund unter österreichischer Leitung hatte seine endgültige Rechtsgrundlage erhalten. Die einzelnen deutschen Territorialstaaten waren mit der Wiener Schlussakte endgültig souverän geworden.